# 社会主义竞赛
社会主义竞赛起源于苏联，是在劳动群众发挥最大的积极性的基础上，提高劳动生产率和改进生产的方法，是社会主义制度的特有产物。与资产阶级社会的竞争有着本质区别。
斯大林认为，社会主义竞赛就是以千百万劳动群众最高限度积极性为基础的社会主义建设的共产主义方法。

## 理论基础
19世纪法国空想社会主义者傅立叶在批评资本主义社会丑恶现象的同时，希望建立一种以“法朗斯泰尔”为基层组织的社会主义社会。人们将在这里开展广泛的竞赛，增加各种产品的数量和质量，从而满足人们的生产生活需要。
恩格斯认为，随着以私有制为基础的商品经济退出历史舞台，竞争也将“归结”为竞赛。他认为：竞争的实质就是消费力对生产力的关系。在一个和人类本性相称的社会制度下，除此之外，就不会有另外的竞争。”

## 起源
1917年，无产阶级通过十月革命，建立了布尔什维克领导的人民政府。为了提高劳动生产率，使俄国稳固地过渡到社会主义，苏维埃政府号召广大群众投入到新国家建设中去。1919年4月12日星期六，莫斯科-喀山铁路分局的15名工人在下班后义务加班，抢修了3台损坏的机车。随后，该铁路局的职工们响应俄共（布）的号召，在星期六从事义务劳动。这一活动得到了全国工人的积极响应。1920年5月1日星期六，全俄举行了星期六义务劳动，列宁也参加了克里姆林宫区域内的清扫工作。1926年9月，列宁格勒红色三角工厂首先发起了突击手运动，组织了全苏第一个青年突击队。到1929年为止，全国青年突击手已经达到了150万人。
1918年，列宁写了《怎样组织竞赛》一文。这篇文章于1929年1月20日（苏联第一个五年计划的第二年）在《真理报》上首次发表。列宁在这篇文章中，向已经夺得了政权的俄国工人阶级和劳动人民提出指示：“现在当社会主义政府执政时，我们的任务就是要组织比赛”。它得到了苏联工人阶级的热烈响应。同年2月，顿巴斯的矿工们发起了竞赛活动。
1929年3月15日，《真理报》又刊载了一篇题为《关于红色维堡工厂施行社会主义竞赛的合同协议》的文章。这是苏联的第一份自愿劳动竞赛合同。标志着社会主义竞赛的诞生。竞赛的主要发起者是列宁格勒红色维堡工厂职工米哈伊尔·普京。
1930年6月，联共（布）十六大以列宁在《怎样组织竞赛》的论点出发，向全国人民发出了专门关于组织竞赛的《告工人和劳动人民书》。

## 方法

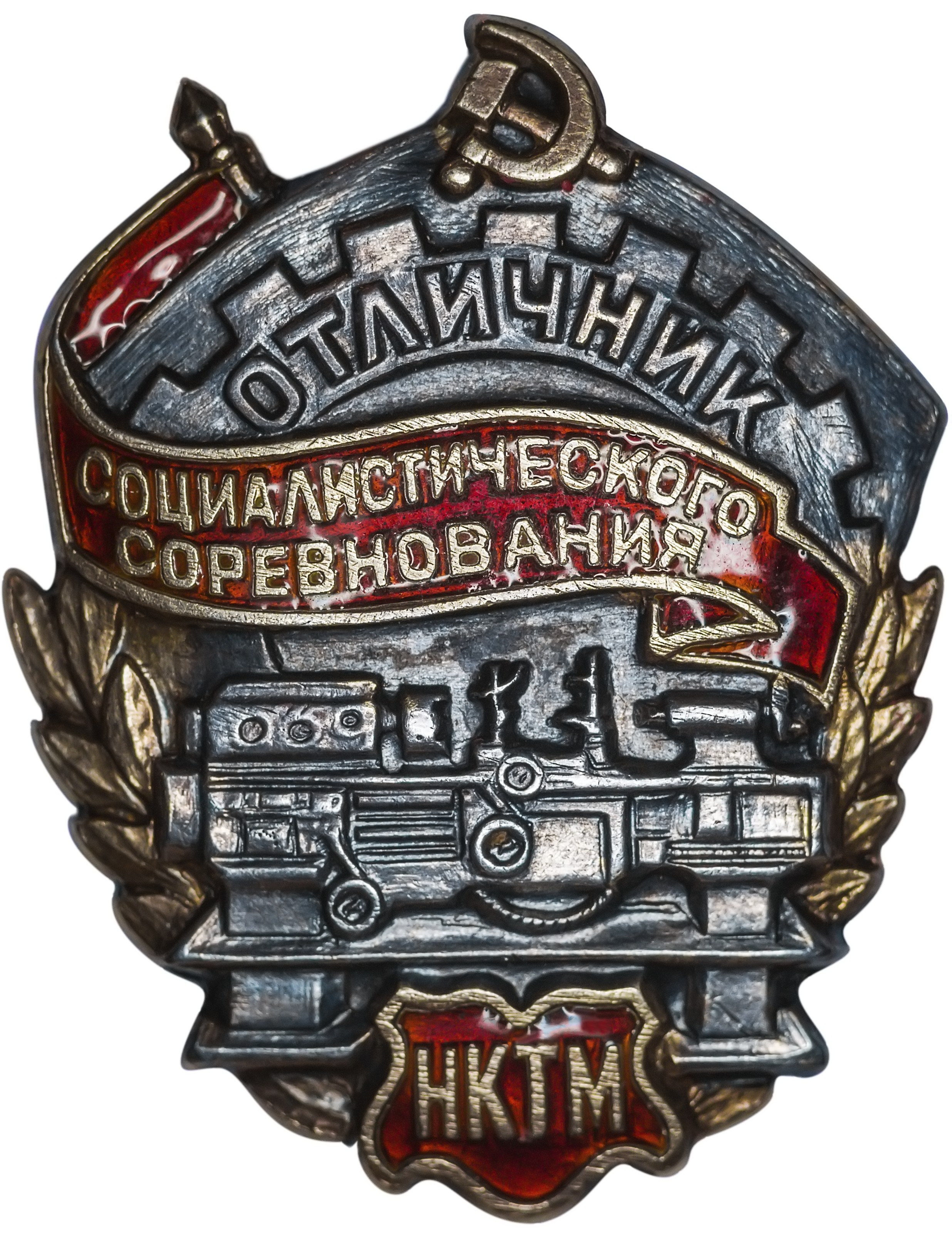
社会主义竞赛优胜者徽章

- 设定和改进生产管理计划，明确竞赛目标。提前发动和组织职工群众广泛讨论国家生产计划，了解这些计划的政治和经济意义。
- 开好生产会议，充分发挥职工群众在生产中的积极性创造性，用批评和自我批评的精神，大胆揭露在生产中存在着的各种缺点。
- 发动、组织和教育职工群众积极地提合理化建议，努力地学习和推广先进经验。使职工群众站在国家主人翁的地位，积极思考解决生产中所存在的问题，以达到厉行增产节约的目的。
- 由工会代表全体职工和企业行政方面签订集体合同。
- 按期进行竞赛总结评奖活动。
- 采用批评与自我批评的方法，把反劳动纪律者、保守主义者、官僚主义者等排除在运动之外[10]。

## 各国情况

### 苏联

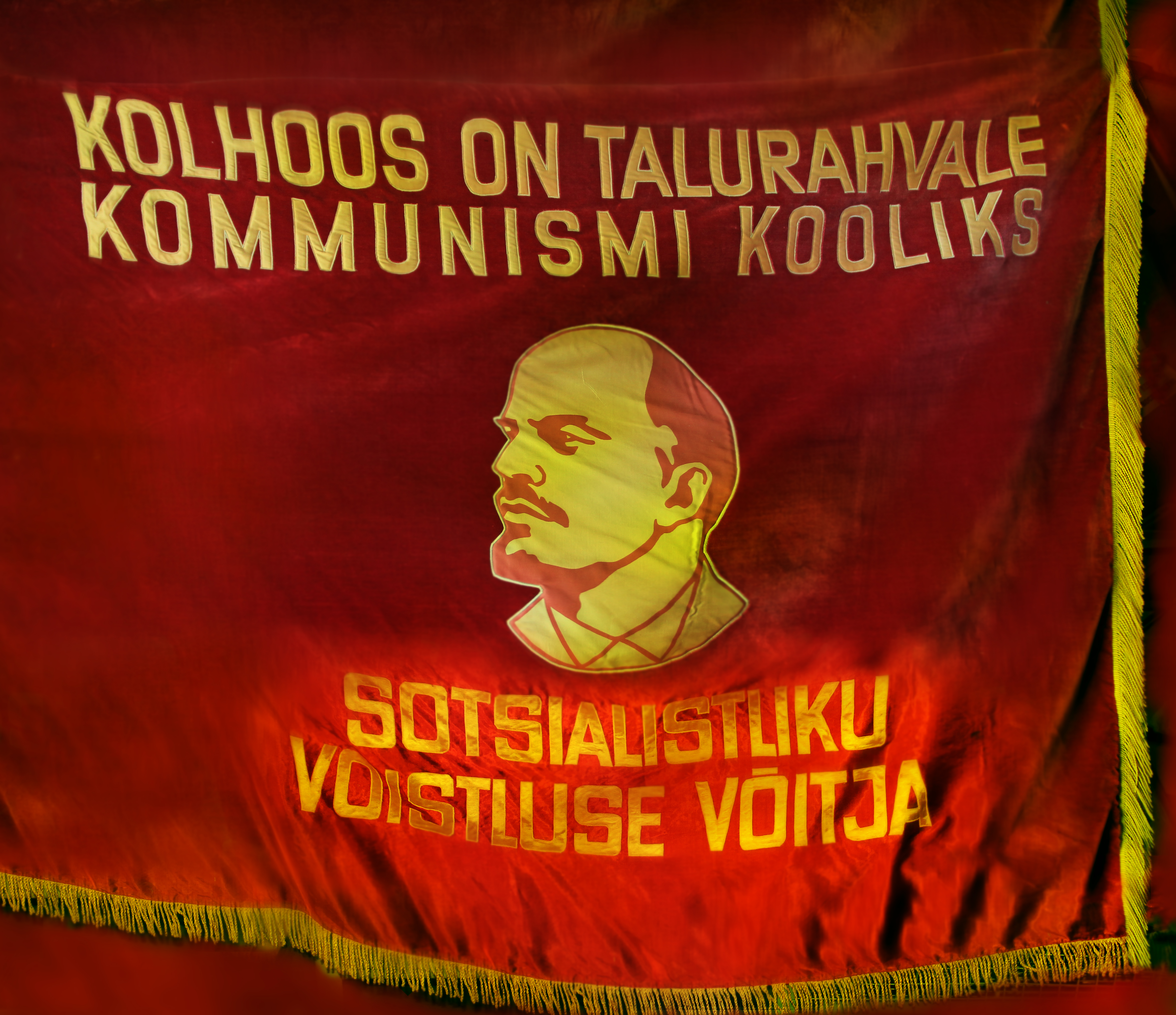
爱沙尼亚苏维埃社会主义共和国的宣传旗帜

社会主义竞赛（俄语：Социалистическое соревнование）起源于苏联，在1930年代的斯达汉诺夫运动中达到高潮。
第二次世界大战结束后，社会主义竞赛已成为全国规模的运动。全苏已有90%以上的工人参加了这个竞赛。竞赛的方式多种多样，有工人、工程师、设计师之间的竞赛，也有工作组、工作间和工厂之间的竞赛。战后竞赛的另一特色，是科学机关与工业企业之间的密切联系。这种联系不仅使劳动因科学而更加丰富，而且也使科学因得到先进工人的经验而日益完善。

### 波兰
1945年至1946年，波兰共和国的先进工人开始了劳动竞赛。他们以苏联劳动阶级为榜样，广泛投入生产运动。到1947年，波兰工人党员，老矿工普斯特罗夫斯基在国内首先完成生产定额260%，并且向其他矿工发出挑战。人们称他为“波兰的斯达汉诺夫”。

### 罗马尼亚
1950年8月23日，罗马尼亚人民共和国全国60%的劳动人民，为了纪念解放6周年，参加了全国社会主义竞赛活动。

### 越南
越南政府依照苏联的社会主义竞赛经验，于1947年10月发动了一次“爱国主义竞赛”运动。胡志明规定，这一运动的任务是加紧生产，提高产品的品质和数量；目标是消灭饥饿与愚昧，把法国侵略者驱逐出去；方法是“勤，俭，廉，诚”。这个口号获得了军队、行政机构、工厂及全体人民的热烈响应。但是由于战争而产生的物资与交通工具的缺乏，以及缺少一个统筹兼顾的计划等原因，该运动产生了许多错误。譬如不必要的浪费力量，形式主义的倾向，追求纪录，没有利用别人的经验等。